# Hossein Amir-Abdollahian
Hossein Amir-Abdollahian (tiếng Ba Tư: حسین امیرعبداللهیان; 23 tháng 4 năm 1964 – 19 tháng 5 năm 2024) là một chính trị gia và nhà ngoại giao người Iran, ông giữ chức Bộ trưởng Bộ Ngoại giao Iran từ năm 2021 cho đến khi qua đời vào năm 2024. Ông là Thứ trưởng Ngoại giao phụ trách các vấn đề Ả Rập và Châu Phi từ năm 2011 đến năm 2016.